# Il re di Copper Hill
Il re di Copper Hill è il quarto capitolo della Saga di Paperon de' Paperoni, serie a fumetti realizzata dallo statunitense Don Rosa.

## Trama
Dopo un anno con Murdo McKenzie Paperone, nel 1884, si trasferisce a Butte, nel Montana, dove sacrifica la dentiera d'oro di Hug lo schiumatore per finanziarsi le sue prime ricerche minerarie sul rame. È in questa occasione che incontra per la prima volta Howard Rockerduck, padre di quel John che sarà successivamente suo acerrimo avversario. Il padre di Rockerduck gli insegnerà i trucchi da minatore ma soprattutto che per costruirsi una fortuna bisogna sapersela guadagnare con il sudore del proprio lavoro. Poi Paperone scopre che può diventare il padrone della più grande miniera di rame della regione, quella dell'Anaconda di Marcus Daly. Ma deve prima vedersela con dei concorrenti. Alla fine riesce a vincere la concessione che rivende per 10.000 dollari a Daly stesso perché un telegramma dalla Scozia lo richiama a casa a causa di gravi problemi economici.

## Storia editoriale
Le fonti di ispirazione dell'autore si trovano nelle seguenti storie di Barks: Zio Paperone e la disfida dei dollari (tratte alcune vignette), Zio Paperone e la cassa di rafano, Zio Paperone e la superbenzina.
In Italia è stata edita su Zio Paperone n. 73 (1995) e anche in La saga di Paperon de' Paperoni (2016).